# Ламар (Мисури)
Ламар (енгл. Lamar) град је у америчкој савезној држави Мисури.

## Демографија
По попису из 2010. године број становника је 4.532, што је 107 (2,4%) становника више него 2000. године.
| Група             | 2000.         | 2010.         |
| Белци             | 4.244 (95,9%) | 4.243 (93,6%) |
| Афроамериканци    | 8 (0,2%)      | 31 (0,7%)     |
| Азијати           | 15 (0,3%)     | 15 (0,3%)     |
| Хиспаноамериканци | 62 (1,4%)     | 85 (1,9%)     |
| Укупно            | 4.425         | 4.532         |